# 納倫河 (額爾濟斯河支流)
49°11′37″N 84°28′39″E / 49.19361°N 84.47750°E
納倫河是哈薩克斯坦的河流，位於該國東部東哈薩克斯坦州，屬於額爾濟斯河的右支流，河道全長100公里，流域面積1,980平方公里。

## 外部連結
- （页面存档备份，存于）